# Finales de la NBA de 1993
Las Finales de la NBA de 1993 fueron las series definitivas de los playoffs de 1993 y suponían la conclusión de la temporada 1992-93 de la NBA, con victoria de Chicago Bulls, campeón de la Conferencia Este, sobre Phoenix Suns, campeón de la Conferencia Oeste. Los Bulls se convirtieron en el primer equipo desde los Boston Celtics de los años 1960 en ganar tres campeonatos consecutivos. Michael Jordan fue nombrado MVP de las Finales por tercera vez en su carrera.
Las Finales fueron televisadas por la NBC con Marv Albert, Bob Costas, Mike Fratello, Magic Johnson, Quinn Buckner, Ahmad Rashad y Hannah Storm.

## Resumen
| Equipo          | Partido 1 | Partido 2 | Partido 3 | Partido 4 | Partido 5 | Partido 6 | Total |
| --------------- | --------- | --------- | --------- | --------- | --------- | --------- | ----- |
| Chicago (Este)  | 100       | 111       | 121       | 115       | 98        | 99        | 4     |
| Phoenix (Oeste) | 92        | 108       | 129       | 105       | 108       | 98        | 2     |

### Partido 1
| 9 de junio                           | Chicago Bulls | 100–92                   | Phoenix Suns |                                                |  |  |
|                                      | |                          | |                                                |  |  |
|                                      | Estadísticas Jordan 31; Pippen 27 Scott Williams 10; Pippen 9 Grant, Jordan, Pippen, Armstrong 5 Tapones: Scott Williams 3; Grant 2 | Recap Pts Reb Asts Otros | Estadísticas Barkley 21; Dumas 20 Dumas 12; Barkley 11 Barkley 5; Dumas 4 Tapones: Majerle 4; Dumas 3; Miller 3 | Pabellón: America West Arena, Phoenix, Arizona |  |  |
| Chicago Bulls lideraba la serie, 1-0 | |                          | |                                                |  |  |
|                                      | |                          | |                                                |  |  |

### Partido 2
| 11 de junio                          | Chicago Bulls                                                                                                   | 111–108                  | Phoenix Suns                                                                                         |                                                |  |  |
|                                      | |                          | |                                                |  |  |
|                                      | Estadísticas Jordan 42; Grant 24; Pippen 15 Jordan 12; Pippen 12 Pippen 12; Jordan 12 Tapones: Scott Williams 3 | Recap Pts Reb Asts Otros | Estadísticas Barkley 42; Ainge 20 Barkley 13; Majerle 9 Kevin Johnson 6 Tapones: Majerle 5; Miller 3 | Pabellón: America West Arena, Phoenix, Arizona |  |  |
| Chicago Bulls lideraba la serie, 2-0 | |                          | |                                                |  |  |
|                                      | |                          | |                                                |  |  |

### Partido 3
| 13 de junio                          | Phoenix Suns | 129–121                  | Chicago Bulls |                                              |  |  |
|                                      | |                          | |                                              |  |  |
|                                      | Estadísticas Majerle 28; Johnson 25; Barkley 24 Barkley 19; Johnson 7; Majerle 7 Johnson 9; Ainge 5 Pérdidas: Johnson 7 | Recap Pts Reb Asts Otros | Estadísticas Jordan 44; Pippen 26; Armstrong 21 Grant 17; Williams 14; Pippen 10 Pippen 9; Armstrong 7 Tapones: Pippen 3 | Pabellón: Chicago Stadium, Chicago, Illinois |  |  |
| Chicago Bulls lideraba la serie, 2-1 | |                          | |                                              |  |  |
|                                      | |                          | |                                              |  |  |

### Partido 4
| 16 de junio                          | Phoenix Suns                                                                                               | 105–111                  | Chicago Bulls                                                                                          |                                              |  |  |
|                                      | |                          | |                                              |  |  |
|                                      | Estadísticas Barkley 32; Johnson 19; Dumas 17 Barkley 12; Majerle 5 Barkley 10; Johnson 4 Robos: Barkley 3 | Recap Pts Reb Asts Otros | Estadísticas Jordan 55; Grant 17; Pippen 14 Grant 16; Jordan 8 Pippen 10; Armstrong 6 Tapones: Grant 3 | Pabellón: Chicago Stadium, Chicago, Illinois |  |  |
| Chicago Bulls lideraba la serie, 3-1 | |                          | |                                              |  |  |
|                                      | |                          | |                                              |  |  |

### Partido 5
| 18 de junio                          | Phoenix Suns                                                                                              | 108–98                   | Chicago Bulls                                                                            |                                              |  |  |
|                                      | |                          |                                                                                          |                                              |  |  |
|                                      | Estadísticas Dumas 25; Johnson 25; Barkley 24 Majerle 12; West 9 Johnson 8; Majerle 7 Pérdidas: Johnson 4 | Recap Pts Reb Asts Otros | Estadísticas Jordan 41; Pippen 22 Grant 7; Jordan 7 Jordan 7; Pippen 5 Tapones: Jordan 2 | Pabellón: Chicago Stadium, Chicago, Illinois |  |  |
| Chicago Bulls lideraba la serie, 3-2 | |                          |                                                                                          |                                              |  |  |
|                                      | |                          |                                                                                          |                                              |  |  |

### Partido 6
| 20 de junio                      | Chicago Bulls                                                                            | 99–98                    | Phoenix Suns                                                                                                  |                                                |  |  |
|                                  |                                                                                          |                          | |                                                |  |  |
|                                  | Estadísticas Jordan 33; Pippen 23 Pippen 12; Jordan 8 Jordan 7; Pippen 5 Robos: Pippen 4 | Recap Pts Reb Asts Otros | Estadísticas Barkley 21; Majerle 21; Johnson 19 Barkley 17; Majerle 8 Johnson 10; Barkley 4 Tapones: Miller 3 | Pabellón: America West Arena, Phoenix, Arizona |  |  |
| Chicago Bulls ganó la serie, 4-2 |                                                                                          |                          | |                                                |  |  |
|                                  |                                                                                          |                          | |                                                |  |  |